# Prophon
Prophon是於1998年成立的保加利亞音樂協會。該組織不僅保護和管理唱片製作人和表演藝術家的權利，還負責保加利亞音樂排行榜的製作。

## 外部連結
- 官方网站